# Craspedolepta magnicauda
Craspedolepta magnicauda är en insektsart som först beskrevs av Ramirez Gomez 1960.  Craspedolepta magnicauda ingår i släktet Craspedolepta och familjen rundbladloppor. Inga underarter finns listade i Catalogue of Life.